# Pere Gallén i Balaguer
Pere Gallén i Balaguer (Barcelona, 1 de juny de 1934) és un antic jugador d'hoquei sobre patins català de les dècades de 1950 i 1960, i destacat entrenador.

## Trajectòria
Començà a practicar l'hoquei al Club Patí, però sense jugar competicions oficials. Posteriorment jugà al CH Turó i al RCD Espanyol, fins als 17 anys. Amb l'Espanyol fou campió de Catalunya juvenil i també jugà a l'equip reserva. La temporada 1950-51 fitxà pel FC Barcelona, on jugà set temporades. El 1957, Victorià Oliveras de la Riva se l'endugué al CP Voltregà, on romangué fins a 1965. Els seus darrers clubs foren Cerdanyola CH, DC Mataró i CE Vendrell.
Fou 115 cops internacional amb la selecció espanyola, amb la qual jugà entre 1953 i 1962, i guanyà dos Mundials.
Un cop retirat tingué una llarga trajectòria com a entrenador. Destacà entrenant al CP Voltregà, club al que dirigí en diverses etapes, però també entrenà a clubs com el HC Liceo, CP Tordera, CE Noia, Hockey Club Castiglione, o Blanes HC.
El seu germà Lluís Gallén i Balaguer també fou jugador d'hoquei.

## Palmarès
FC Barcelona
- Campionat d'Espanya:
  - 1953
- Campionat de Catalunya:
  - 1957

CP Voltregà
- Lliga Nacional:
  - 1964-65
- Campionat d'Espanya:
  - 1960, 1965
- Campionat de Catalunya:
  - 1959, 1962, 1963, 1965
- Copa de les Nacions:
  - 1961

DC Mataró
- Lliga Nacional:
  - 1968
- Campionat d'Espanya:
  - 1967
- Campionat de Catalunya:
  - 1968

Espanya
- Campionat del Món:
  - 1954, 1955
- Copa de les Nacions:
  - 1959, 1960
- Copa Llatina:
  - 1958